# Theobald Hock
Theobald Hock z Zweibrückenu na Žumberku (23. srpen 1573 Limbach, Sársko – 1619[zdroj?] nebo 1622–1624) byl německý básník, politický lobbista a jeden ze sekretářů Petra Voka z Rožmberka.

## Život
O jeho dětství se mnoho zpráv nezachovalo. Studoval na „Schola illustris“ v Hornbachu (Severní Porýní-Vestfálsko). Kromě rodné němčiny a klasických jazyků (latiny a řečtiny) se naučil také francouzsky a italsky. V polovině 90. let 16. století působil jako dvořan u protestantsky orientovaného falckého knížete Kristiána Anhaltského (1568–1630) v Ambergu. Jeho strýc Jan Hock pracoval v Praze jako písař u apelačního soudu, proto se i Theobald někdy na přelomu let 1598–1599 vydal do císařského sídelního města. V Praze však nezůstal dlouho.
Dne 23. dubna 1600 Theobald Hock vstoupil na doporučení Jeronýma Makovského z Makové do služeb Petra Voka z Rožmberka (1539–1611). Zastával úřad německého sekretáře, stal se zodpovědným za německou politickou korespondenci Petra Voka. Nejdříve se v Českém Krumlově spolu s Václavem Březanem podílel na uspořádání a rozšíření rožmberské knihovny a na dokumentaci spisů. Nové knihy obstarával v celé střední Evropě, např. v Linci, ve Vídni nebo ve Frankfurtu nad Mohanem. Od roku 1602 působil v Třeboni. Theobaldův bratr Anastázius pracoval pro Rožmberka jako lékař od léta 1611.
V roce 1602 se na přímluvu Petra Voka spolu s bratrem Anastáziem stal šlechticem s přízviskem „von Zweibrücken“. Erbovní majestát vydala říšská dvorská kancelář. Tehdy ovšem ještě neměl český inkolát a nebyl ani přijat do rytířského stavu. Shromáždil písemnosti o zdánlivém šlechtickém původu a o službě svého rodu císařům již na počátku 15. století. Na konci roku 1605 císařova kancelář výrazně polepšila šlechtický erb Hocků z Zweibrückenu. V roce 1610 pak byl konečně s bratrem přijat za obyvatele Českého království a směl kupovat statky.
Byl důvěrníkem Kristiána z Anhaltu a prostředníkem Petra Voka při jednáních s protihabsburskou opozicí v letech 1607–1608. Jednání mezi rožmberským vladařem, Kristiánem z Anhaltu a předáky rakouských nekatolických stavů Jiřím Erasmem Tschernemblem a Bernardem z Puchheimu vyvrcholila v Třeboni na konci roku 1608 za přítomnosti Theobalda Hocka a Anhaltova agenta Osvalda Crolla.

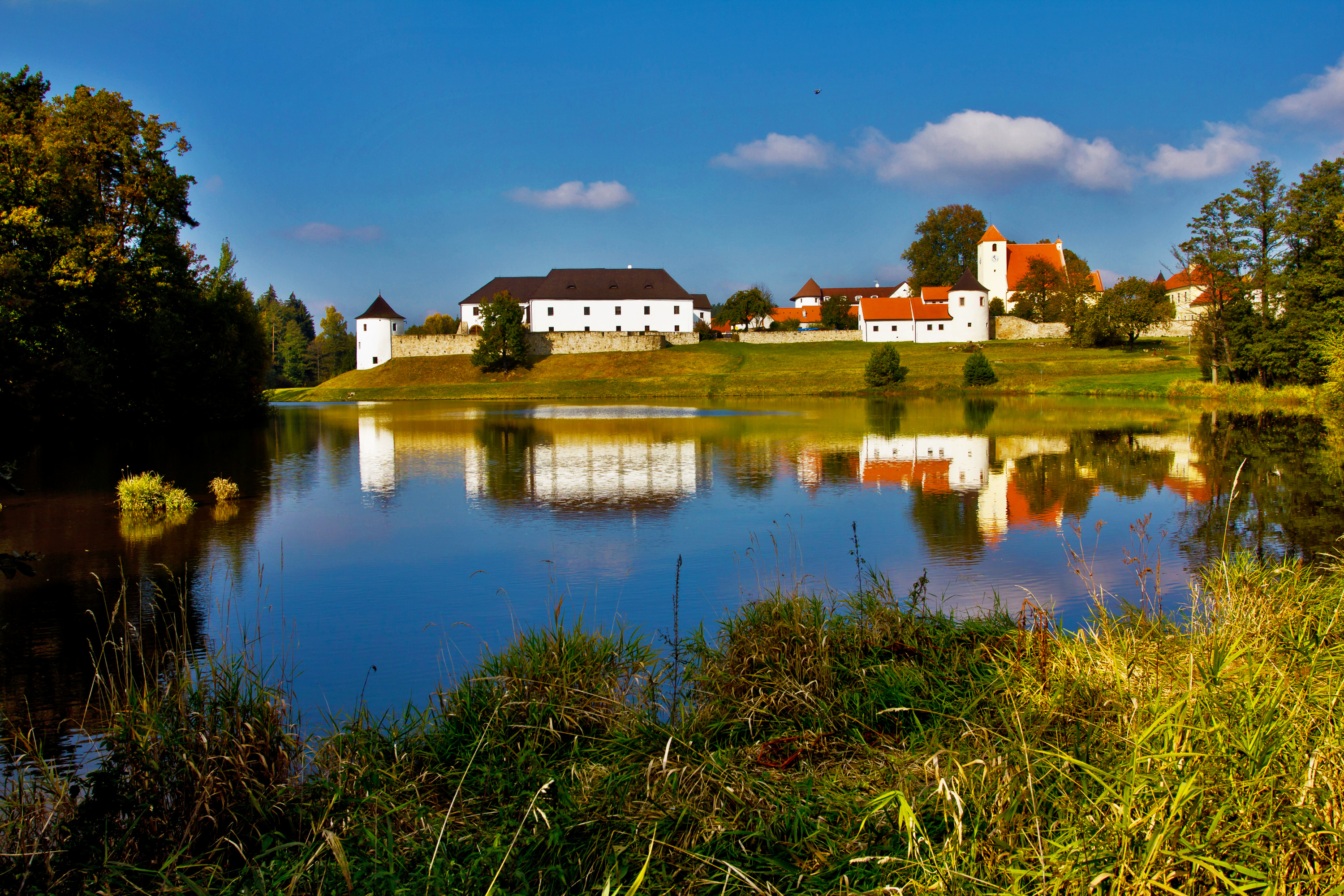
Tvrz Žumberk a kostel Umučení sv. Jana Křtitele, ze kterého Theobald Hock nechal odstranit vše, co připomínalo katolickou svatyni.

V roce 1610 Petr Vok za symbolickou cenu 1000 kop grošů českých prodal Theobaldu Hockovi a jeho příbuznému Janu Hockovi, úředníku u pražského apelačního soudu, tvrze Žumberk (Sonnberg) a Chvalkov u Nových Hradů v jižních Čechách s okolními devíti vesnicemi, mlýny, pilou, sladovnou a pivovarem. Skutečná cena byla desetkrát vyšší. Nakonec dokonce nemuseli zaplatit ani těch 1000 kop. Následující rok se Hockové do tvrze v Žumberku odstěhovali. Jeho soukromá knihovna obsahovala 187 titulů ve 250 svazcích. V roce 1611 se oženil s Agnes Kolchreiter von Černoduben (Anežkou Kolikrejtarovou z Černého Dubu), čímž se přiženil do stavu českého rytířstva. Novomanžele bez přítomnosti Petra Voka, který byl už vážně nemocný, oddával českobratrský kazatel Šimeon Věrník. Nákladnou svatbu v Třeboni ve dnech 27.–30 září vystrojil podle dobových zvyklostí sám Petr Vok. Mezi svatebními hosty nechyběl vyslanec falckého knížete Kristiána z Anhaltu, dále Bedřich z Fürstenberka, který sídlil ve Vitorazi, Ondřej Mrakeš z Ličova, Jan Jiří ze Švamberka a jeho syn Petr, Jan Zrinský ze Serynu a Erazim z Redernu.
Po smrti Petra Voka v roce 1611 ztratil evangelík Hock mocného ochránce. Zapletl se do několika afér a rozšířil si řady svých osobních nepřátel, kteří pak zpochybňovali jeho šlechtický původ a upozorňovali na jeho zfalšovaný rodokmen. K největším nepřátelům patřil Ludvík Quos z Pernsdorfu a Jindřich Votík Brodský z Labouně. Spory vedl i se strýcem Janem Hockem, který nepřijel ani na svatbu. Navíc nesnášenlivě vystupoval proti katolickým poddaným v okolí Žumberka.
Na nátlak arcibiskupa Jana III. Lohelia (v úřadě 1612–1622) nejvyšší kancléř Zdeněk Vojtěch Popel z Lobkowicz předvolal Hocka do české dvorské kanceláře. Tam byl dne 10. července 1617 zatčen a uvězněn v Bílé věži na Pražském hradě. Při výslechu a mučení (napínání na žebřík a občasné pálení obnažených boků) se přiznal ke skutečně spáchanému falšování svých rodinných dokumentů a k domnělému zfalšování závěti Petra Voka. Urážka císařského majestátu v roce 1609 byla pro nedostatek důkazů z obžaloby vypuštěna. Předsedou vyšetřovací komise byl královský prokurátor Adam z Rýzmberka na Janovicích. Soud pak prohlásil Vokovu závěť za neplatnou a Hocka odsoudil ke ztrátě majetku a k trestu smrti. K provedení rozsudku nedošlo, protože po pražské defenestraci v roce 1618 bylo řízení zastaveno a Hock byl na konci července 1619 z vězení propuštěn. V červenci 1618 sepsal dokonce svou apologii Copey eines Schreibens an Ihr gn. Herren Defensorn, která vyšla tiskem v roce 1619 a dokládala, že se jednalo o vykonstruovaný proces. Tvrzení, že při stavovském povstání bojoval jako velitel jednoho praporu, je zpochybňováno s tím, že se jedná o shodu jmen. Hockova manželka je v roce 1624 označována jako vdova.

## Dílo
V roce 1601 vydal s pomocí Petra Voka sbírku básní Schönes Blumenfeld (Krásná květnice). Sbírka zahrnuje 92 básní, které jsou dokladem přechodného období mezi pozdním humanismem (renesancí) a barokem, resp. mezi pozdně středověkými mistrovskými písněmi, novo – latinskou poezií a italskými vlivy. Básně napsal ještě za svého pobytu v Ambergu. Sbírka byla s největší pravděpodobností vydána v Brně.
S pomocí Petra Voka vydal v roce 1606 rovněž polemický spis proti kardinálu Bellarminovi – Commonitorium sive amica ad amicum admonitio de Roberto Bellarmini scriptis atque libris (Výstraha neboli přátelské napomenutí příteli o spisech a knihách Roberta Bellarmina).